# Ulee Tuy
Ulee Tuy is een bestuurslaag in het regentschap Aceh Besar van de provincie Atjeh, Indonesië. Ulee Tuy telt 1071 inwoners (volkstelling 2010).